# Indopiptadenia
Indopiptadenia un género monotípico de árbol perteneciente a la familia de las fabáceas.  Su única especie: Indopiptadenia oudhensis, es originaria de la India. Se trata de un hermoso árbol con follaje peculiar y madera durable.

## Descripción
Es un árbol de tamaño mediano, a veces con las ramas espinosas. Hojas bipinnadas. Con 2 pares de pinnas. Foliolos sésiles, de 5-10 cm de largo, coriáceos y ovales. Inflorescencia ramificada en espigas axilares, más cortas que las hojas, de 2.5-4.0 cm de largo. Cáliz diminuto con dientes oscuros. Corola polipétala, pétalos 5, de 3-4 mm de largo, de color amarillo verdoso. Estambres 10, libres. Legumbre de  22.5-30.0 cm de largo, y 1 cm de ancho, con pecíolo largo y delgado. Semillas 15-20.

## Distribución
Es originaria de Uttar Pradesh, India, se cultiva en los jardines de Lahore.

## Taxonomía
Indopiptadenia oudhensis fue descrita por (Brandis) Brenan y publicado en Kew Bulletin 10(2): 179. 1955.
Sinonimia
- Adenanthera oudhensis sensu Kanjilal
- Piptadenia oudhensis Brandis basónimo[3]